# Feuerschwanz
I Feuerschwanz sono un gruppo musicale tedesco in stile medievale formatosi nel 2004 ad Erlangen (Baviera).

## Storia
La prima idea del progetto Feuerschwanz fu di Peter Henrici a partire dall'anno 2000 sull'onda del successo della scena medievale che egli stesso ebbe modo di sperimentare con il suo vecchio gruppo (Merlons, i Merli). Egli, però, sentiva molto la presenza di tabù e la mancanza di senso dell'umorismo; seguendo la tradizione dei J.B.O. decise di fondare una band-parodia. La realizzazione del progetto cominciò quando Tobias Heindl (il violinista della band speedfolk Fiddler's Green) ascoltò il materiale iniziale e ne fu entusiasta. Entrambi fondarono così, assieme al bassista Andre Linke, la band Feuerschwanz. Flauto, chitarra e batteria erano suonati in questa fase da membri dei Merlons, che comunque suonarono per breve tempo con i Feuerschwanz.
Il 15 maggio 2004 la band fece il suo debutto a Erlanger Omega. Successivamente la band trovò altri musicisti che ne diventarono membri e che da quel momento completarono il trio originale. Nei tempi seguenti la band suonò sempre in contesti medievali anche come supporto dei Fiddler's Green e si fece così conoscere in questo ambito. Nel novembre 2005 è stato alla fine pubblicato il primo CD Prima Nocte.
Nel giugno del 2007 è stato pubblicato il secondo album con il titolo Met und Miezen (letteralmente "Idromele e Gattine" ma, in realtà, dal significato di "Idromele e belle ragazze" tenendo in considerazione il significato colloquiale di Mieze) nel quale hanno partecipato anche ex componenti del gruppo in qualità di ospiti. Dal novembre 2007 fino al marzo 2008 i Feuerschwanz sono stati in tour assieme ai Saltatio Mortis.
Nel 2008 seguirono molte apparizioni a vari festival tra cui il Feuertanz Festival, lo Schlosshoffestival svoltosi per la prima volta, Festival-Mediaval a Selb e al Rock am See (Rock sul lago) in Erlangen.
Nell'aprile 2009 uno dei tre fondatori (Andre Linke) lasciò il gruppo. Nel luglio 2009 seguirono altre apparizioni all'Hörnerfest a Brande-Hörnerkirchen assieme ai Saltatio Mortis, Nachtgeschrei, Fiddler's Green, XIV Dark Centuries, Óðrerir e altri. Il terzo album dal titolo Metvernichter (distruttore di idromele, nel senso di colui che distrugge l'idromele bevendolo) apparve il 18 settembre 2009.
Il quarto album della band, con il titolo Wunsch ist Wunsch (Desiderio è desiderio), è stato pubblicato il 17 marzo 2011 e raggiunse il 95º posto nella classifica tedesca. A questo seguì anche un tour in Germania e Austria. Sono stati accompagnati dagli Ignis Fatuu, tranne a Vienna, i quali aprivano i concerti.
Il 31 agosto 2012 è stato pubblicato il quinto album con il titolo "Walhalligalli". Anche in questo caso alla pubblicazione è seguito un omonimo tour.

## La leggenda dell'"Orda arrapata"
La band promuove al pubblico una "leggenda" che spiega la "Missione" della band stessa. Questa leggenda spiega anche gli pseudonimi dei membri:
Nel 1223, alla ricerca della ricchezza ed azioni eroiche, il capitano partì unendosi alle crociate. In un bordello a Gerico egli incontrò gli altri guerrieri ed assieme decisero, preferendo la loro passione per l'amore cortese, di tornare nelle rovine del borgo Feuerschwanz e di indulgere su Idromele e belle ragazze. Laggiù esagerarono tanto che furono maledetti da una strega vendicativa. Sarebbero riusciti a trovare la pace se nello scorrere di un anno fossero riusciti a svolgere sei compiti praticamente impossibili. Poiché questa missione è sempre fallita di anno in anno, il gruppo è in giro da quasi 800 anni.
L'"orda arrapata", assieme al capitano che ha promesso di preoccuparsi sempre per procurare sufficienti idromele e belle ragazze, consiste di:
- Sir Lanzeflott (lancia veloce), che diverte con la sua lancia meglio di chiunque altro;
- Johanna von der Vögelweide (Johanna del Prato degli Uccelli), che, come suo fratello Walther, voleva diventare un cavaliere giusto e quindi dovette mascherarsi da uomo per essere accettata. In più lei è, seguendo pienamente la tradizione famigliare, colei che più agilmente rompe cinture di castità nel sud-est della Lorena;
- Il giovane Principe Hodenherz (cuore testicolare), che come suo padre Richard e sua sorellastra Ronja Hodenherz eccelle nel sesso orale;
- Hans, il quale prima di incontrare il capitano era un perfetto bravo ragazzo e che poi dilapidò il suo completo patrimonio per il progetto di protezione dell'Unicorno oltre ad abbandonare la sua vita da eroe, unendosi all'orda;
- Lo Scudiero, utile come scudiero ma non solo; È stato regalato al capitano da Johanna e Lanzeflott per il compleanno.

L'orda è accompagnata da diverse "gattine". Il numero di "gattine" è cambiato più volte. In Prima Nocte erano due, in Met und Miezen tre, e poi di nuovo due che rimangono sul palcoscenico.

## Stile
I Feuerschwanz sono considerati validi come band dal vivo. Nel 2009 sono apparsi al Wacken Open Air. I loro album pubblicati hanno incontrato meno successo, e lo stile e le radici del gruppo sono nell'ambito del live. I Feuerschwanz trattano nelle canzoni vari argomenti, non solo tematiche di mestieri e costumi medievali come in Prima Nocte, ed anche favole classiche reinterpretate. La band, che ben definisce il loro stile come "Comico-Folk-Medievale", riduce però sempre le tematiche ad un messaggio centrale banale ed edonistico. Un altro argomento, oltre al "bello" di essere un cavaliere ripetutamente inserito nei testi, è l'idromele (che è anche parte del motto della band): nel pezzo che dà il nome al secondo album Met & Miezen esso viene celebrato come Sauflied (Brindisi) oppure Teufelsgeschenk (regalo del diavolo).
Oltre ad una moltitudine di pezzi scritti dalla band stessa, il repertorio dei Feuerschwanz include anche qualche canzone che è stata originariamente scritta dalla penna di altre band. Così la nota Herren der Winde (Signore dei venti) degli Schandmaul è stata parodiata, come anche Verteidiger des wahren Blödsinns (Difensori della vera cretinata) che l'"orda arrapata" ha reso al meglio sotto il titolo di "Difensori del vero idromele" (Verteidiger des wahren Mets). Il canto di fuoco e la danza dell'orso, riadattamenti di una melodia medievale tradizionale, sono tra i pochi brani strumentali puri della band. I testi sono spesso volgari ed espliciti e non hanno incontrato solo critiche positive (vedere la critica di laut.de nei link).

## Le "Gattine"
Una caratteristica fondamentale della band e del loro "impatto" sono le cosiddette "Gattine", ragazze truccate e vestite da gatte, con il ruolo di ballerine ed animatrici. Come parte del motto della band (non ufficiale) "Met und Miezen" portano alla band un enorme impatto scenico. Potrebbero essere considerate un elemento simbolo della band stessa.

## Formazione

### Formazione attuale
- Peter Henrici, "Hauptmann Feuerschwanz" - voce, chitarra (2004 - presente)
- Stefanie Pracht, "Johanna von der Vögelweide" - violino (2005 - presente)
- "Knappe Latte" - tamburo, basso, voce (2005 - presente)
- Ben Metzer, "Prinz R. Hodenherz III" - flauti, rauschpfeife, cornamusa e voce (2007 - presente)
- Hans Platz, "Hans der Aufrechte" - chitarra elettrica (2008 - presente)
- Rolf Hering, "Rollo H. Schönhaar" - batteria (2021 - presente)

### Ex componenti
- Tobias Heindl, "Walther von der Vögelweide" - violino (2004-2005)
- "Richard Hodenherz I" - flauto, ciaramella, rauschpfeife, cornamusa, fischietti e voce (2004 - 2006)
- "Knappe Rhythmus" (noto adesso con lo pseudonimo "Knappe Latte") - batteria (2004 - 2005)
- "Ronja Hodenherz" - flauto, ciaramella, rauschpfeife (2006 - 2007)
- "Eysye, der Mann mit der eisernen Maske" - basso e voce (2004 - 2009)
- Robert Gruss, "Sir Lanzeflott" - batteria (2005 - 2021)

## Discografia

### Album studio
- 2005 - "Prima Nocte"
- 2007 - "Met und Miezen"
- 2009 - "Metvernichter"
- 2011 - "Wunsch ist Wunsch"
- 2012 - "Walhalligalli"
- 2014 - "Auf's Leben!"
- 2016 - "Sex Is Muss"
- 2018 - "Methämmer"
- 2020 - "Das Elfte Gebot"
- 2021 - "Memento Mori"
- 2023 - "Fegefeuer"

### Live
- 2008 - "Drachentanz"
- 2015 - "10 Jahre"